# Sauroglossum andinum
Sauroglossum andinum là một loài thực vật có hoa trong họ Lan. Loài này được (Hauman) Garay miêu tả khoa học đầu tiên năm 1978.